# Ріно (округ Ламар, Техас)
Ріно (англ. Reno) — місто (англ. city) в США, в окрузі Ламар штату Техас. Населення — 3454 особи (2020).

## Географія
Ріно розташоване за координатами 33°39′59″ пн. ш. 95°28′48″ зх. д. / 33.66639° пн. ш. 95.48000° зх. д. (33.666497, -95.480086).  За даними Бюро перепису населення США в 2010 році місто мало площу 10,51 км², з яких 10,42 км² — суходіл та 0,09 км² — водойми.

## Демографія
Згідно з переписом 2010 року, у селищі мешкало 3166 осіб у 1201 домогосподарстві у складі 936 родин. Густота населення становила 301 особа/км².  Було 1265 помешкань (120/км²).
Расовий склад населення:
| - 88,6 % — білих - 5,1 % — чорних або афроамериканців - 1,6 % — корінних американців - 1,0 % — азіатів |

До двох чи більше рас належало 3,0 %. Частка іспаномовних становила 3,9 % від усіх жителів.
За віковим діапазоном населення розподілялося таким чином: 27,2 % — особи молодші 18 років, 61,3 % — особи у віці 18—64 років, 11,5 % — особи у віці 65 років та старші. Медіана віку мешканця становила 35,6 року. На 100 осіб жіночої статі у селищі припадало 94,5 чоловіків;  на 100 жінок у віці від 18 років та старших — 88,5 чоловіків також старших 18 років.
Середній дохід на одне домашнє господарство  становив 89 424 долари США (медіана — 68 523), а середній дохід на одну сім'ю — 98 728 доларів (медіана — 76 161). Медіана доходів становила 57 854 долари для чоловіків та 36 117 доларів для жінок. За межею бідності перебувало 12,3 % осіб, у тому числі 29,0 % дітей у віці до 18 років та 0,0 % осіб у віці 65 років та старших.
Цивільне працевлаштоване населення становило 1523 особи. Основні галузі зайнятості: освіта, охорона здоров'я та соціальна допомога — 28,2 %, мистецтво, розваги та відпочинок — 12,2 %, роздрібна торгівля — 9,9 %, виробництво — 9,7 %.